# Tacle glissé

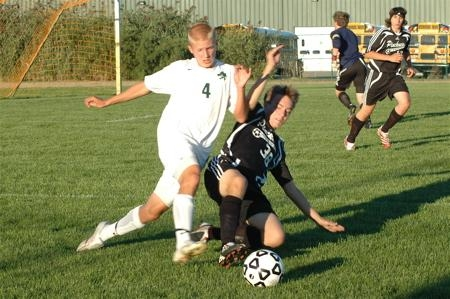
Tacle glissé effectué par le joueur en noir.

Un tacle glissé est, au football, un geste par lequel un joueur tente de prendre le ballon à un joueur adverse en laissant délibérément ses pieds glisser sur le sol avec une jambe tendue de manière à pousser le ballon loin de l'adversaire. Ce genre d'intervention est souvent source de controverse, en particulier lorsque le joueur attaqué tombe sur le pied du tacleur (ou de la balle arrêtée par son pied). Suivant les cas, l'action peut être sanctionnée ou non.

## Communément associé aux fautes
Un tacle glissé n'est pas en soi une action interdite, mais un certain nombre de fautes se produit couramment lors de l'exécution d'un tacle glissé.
Exemples de fautes passibles d'un coup franc direct ou penalty :
- Quand un joueur aborde un adversaire pour s'emparer de la balle. La prise de contact avec l'adversaire est effective avant de toucher la balle ;
- Quand, selon l'arbitre, un joueur se comporte d'une manière insouciante, téméraire ou en utilisant une force excessive :
  - lors de coups de pied ou autres tentatives de coups en direction d'un adversaire ;
  - action ou tentative de faire tomber un adversaire ;
  - lever le pied à un niveau tel que la chaussure soit perpendiculaire au terrain.

Jouer d'une manière dangereuse est passible d'un coup franc indirect.
Un tacle glissé déloyal peut aussi constituer une faute de comportement, entraînant soit un carton jaune  (avertissement), soit un carton rouge (expulsion). En particulier, lorsqu'une action met en danger la sécurité d'un opposant, l'expulsion doit être prononcée.
Le tacle glissé abordé par derrière ou avec les deux jambes tendues ont été interdites en raison du danger de blessures qu'il entraîne pour les joueurs.

## Stratégie
Le tacle glissé est attrayant pour le défenseur car il lui permet de couvrir une plus grande superficie de terrain lors de la tentative de déposséder un adversaire. Il est souvent l'ultime tentative de déposséder un adversaire lorsqu'en raison d'échecs successifs, le ballon échappe à la défense. Après un tacle glissé, le plaqueur reste assis ou couché à terre avec une jambe tendue. Le défenseur court aussi le risque de blessures provoqué par le glissement sur une surface dure. Idéalement, l'autre pied se retrouve plié à l'arrière, où il peut être utilisé pour se relever et continuer à jouer.